# Oodera albopilosa
Oodera albopilosa är en stekelart som beskrevs av Crosby 1909. Oodera albopilosa ingår i släktet Oodera och familjen puppglanssteklar. Inga underarter finns listade i Catalogue of Life.